# 케시 (프로게이머)
케시(본명: 박희석, 2001년 9월 18일 ~ )는 대한민국의 리그 오브 레전드 프로게이머로 아이디는 Keshi이다. 포지션은 서포터이다. 과거에는 Senan이라는 아이디를 사용했다.

## 선수 생활
2019년 2월 20일 아프리카 프릭스에 입단하며 프로 커리어를 시작했다. 2019 서머 시즌 팀의 주전으로 활동하면서 팀의 포스트시즌 진출에 기여했다.
2020시즌을 앞두고 진에어 그린윙스에 입단했다. 진에어에서는 팀의 주전으로 활동했다.
2021시즌을 앞두고 DWG KIA의 2군팀에 합류했다. 스프링 1라운드 종료 이후 2군 로스터에서 말소되었다.

## 소속팀
| # | 팀명            | 소속 기간             | 소속 리그 | 비고 |
| - | --------------- | --------------------- | --------- | ---- |
| 1 | 아프리카 프릭스 | 2019.02.20~2019.12.16 | LCK       |      |
| 2 | 진에어 그린윙스 | 2019.12.16~2020.11.17 | CK        |      |
| 3 | DWG KIA         | 2020.12.29~2021.02.18 | LCK       |      |

## 수상 내역
- 리그 오브 레전드 챌린저스 코리아 서머 2020 준우승